# Alpaida nadleri
Alpaida nadleri är en spindelart som beskrevs av Levi 1988. Alpaida nadleri ingår i släktet Alpaida och familjen hjulspindlar.
Artens utbredningsområde är Venezuela. Inga underarter finns listade i Catalogue of Life.